# RapidEye

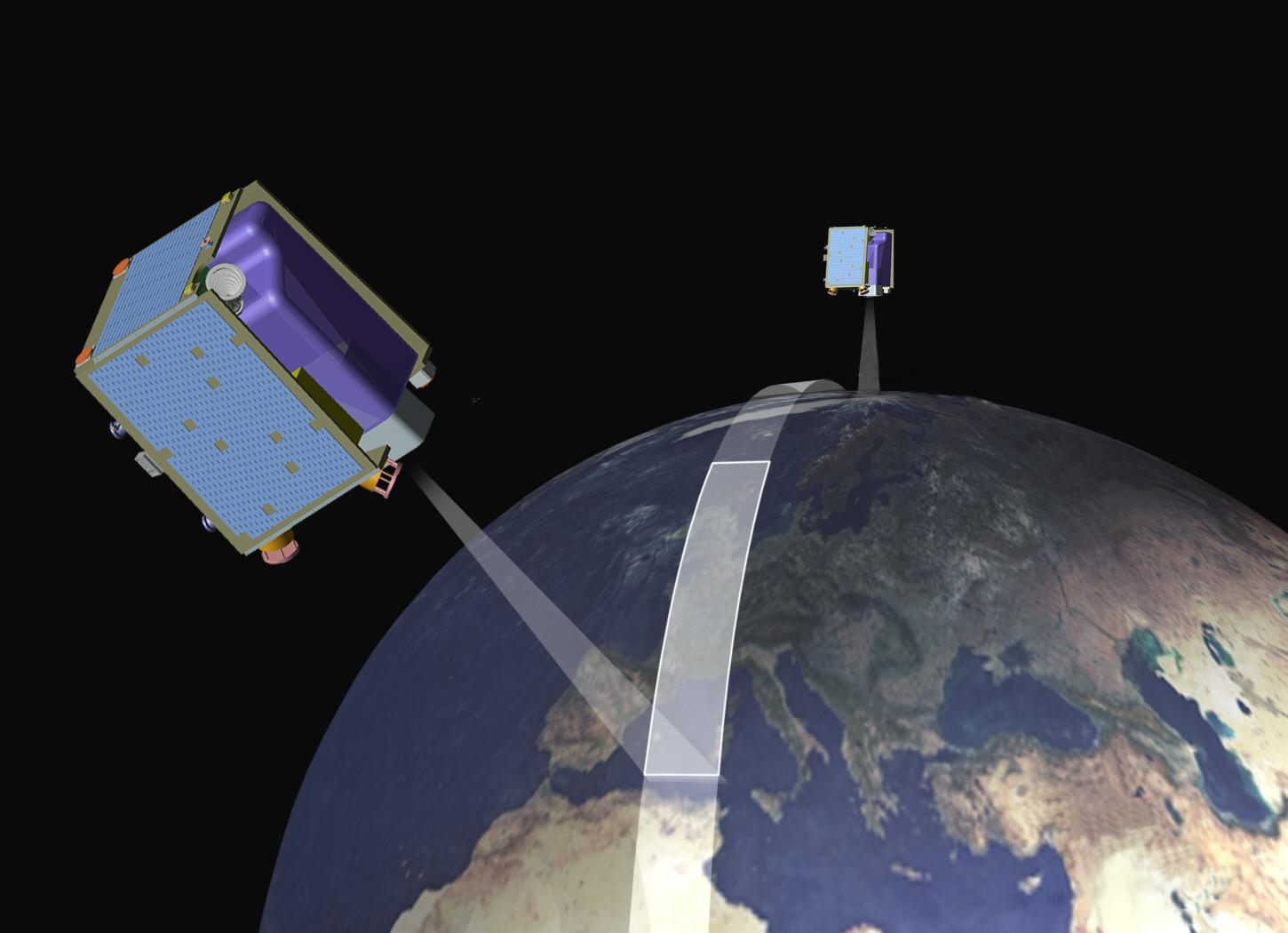

RapidEye – komercyjny system satelitarny zaprojektowany przez firmy MacDonald Dettwiler i RapidEye AG.
Pięć satelitów tego typu zostało wyniesionych w kosmos 29 sierpnia 2008 z kosmodromu Bajkonur, orbitują one wokół Ziemi na wysokości 630 km.